# Vukosavci (Aranđelovac)
Vukosavci (em cirílico: Вукосавци) é uma vila da Sérvia localizada no município de Aranđelovac, pertencente ao distrito de Šumadija, na região de Šumadija e Jasenica. A sua população era de 299 habitantes segundo o censo de 2011.

## Demografia
| 1948 | 1953 | 1961 | 1971 | 1981 | 1991 | 2002 | 2011 |
| ---- | ---- | ---- | ---- | ---- | ---- | ---- | ---- |
| 1028 | 1035 | 981  | 832  | 641  | 509  | 411  | 299  |